# Leucochrysa (Leucochrysa) duarte
Leucochrysa (Leucochrysa) duarte is een insect uit de familie van de gaasvliegen (Chrysopidae), die tot de orde netvleugeligen (Neuroptera) behoort. 
Leucochrysa (Leucochrysa) duarte is voor het eerst wetenschappelijk beschreven door Banks in 1946.